# Antonio Di Napoli
Antonio Di Napoli (Roma, 1913 – Qifarishtes, 17 novembre 1940) è stato un militare italiano insignito della medaglia d'oro al valor militare alla memoria nel corso della seconda guerra mondiale.

## Biografia
Nacque a Roma nel 1913, figlio di Giuseppe e Emma Del Giudice.  Iscritto alla facoltà di giurisprudenza dell'Università di Roma, abbandonò gli studi per arruolarsi volontario nel Regio Esercito in qualità di allievo ufficiale di complemento presso il 31º Reggimento fanteria "Siena" conseguendo la nomina ad aspirante nel luglio 1938. Destinato al battaglione lanciafiamme del Reggimento chimico a Civitavecchia, venne promosso sottotenente il 10 ottobre e trattenuto in servizio a domanda,  nel 1939 fu trasferito al 92º Reggimento fanteria "Basilicata" dove assumeva la carica di aiutante maggiore del III Battaglione dopo avere comandato interinalmente una compagnia. All'inizio del 1940 chiese, ed ottenne, di essere inviato in Albania, assegnato alla base militare di Durazzo, ma il 28 ottobre, all'inizio delle ostilità contro la Grecia, otteneva il trasferimento all'84º Reggimento fanteria "Venezia"  dove assumeva il comando di un plotone fucilieri della 1ª Compagnia del I Battaglione. Cadde in combattimento a Qifarishtes il 17 novembre 1940, e fu insignito della medaglia d'oro al valor militare alla memoria.
Il 20 luglio 1943 l'Università di Roma gli conferì alla memoria la laurea ad honorem in giurisprudenza.